# Wolfgang Geisthövel
Wolfgang Geisthövel (* 1940 in Frankfurt am Main), wohnhaft in Köln und Berlin, ist ein deutscher Arzt und Schriftsteller.

## Ärztliche Tätigkeit
Wolfgang Geisthövel studierte von 1959 bis 1965 Medizin in Freiburg im Breisgau, Erlangen, Wien, Düsseldorf und  Hamburg. 1968 promovierte er mit einer Arbeit über Die Beziehungen zwischen Geschlecht und  Krankheit aus chirurgischer Sicht an der chirurgischen Universitätsklinik Göttingen. 1969/70 war er wissenschaftlicher Assistent am Institut für klinische Biochemie der Universität Bonn. Von 1971 bis 1978 folgte eine Tätigkeit als Assistenzarzt in der Abteilung für Klinische Endokrinologie  und als Leiter des Labors zur Bestimmung von Steroidhormonen im Department Innere Medizin der Medizinischen Hochschule Hannover mit Ausbildung zum Facharzt für Innere Medizin (1975). 1976 habilitierte er sich mit der Arbeit Untersuchungen zur Hypophysen-Testes-Funktion bei Männern mit Diabetes mellitus, chronischen Nierenerkrankungen und chronischen Lebererkrankungen. 1978 bis 1982 war er Oberarzt an der Medizinischen Klinik des  Elisabeth-Krankenhauses in Köln, von 1982 bis 2005 Chefarzt der Medizinischen Klinik des Heilig-Geist-Krankenhauses in Köln. Seit 1981 ist er Mitglied der Medizinischen Fakultät der Universität zu Köln.

## Schriftstellerische Tätigkeit
Seit seiner Jugend unternahm Geisthövel zahlreiche Reisen, teilweise mit Unterbrechungen der ärztlichen Tätigkeit. Nach drei kulturgeschichtlich und ethnologisch akzentuierten Reisebüchern über den Mittelmeerraum, Lateinamerika und  Südostasien begann Wolfgang Geisthövel ein Projekt „literarischer Spurensuche“, bei der Reisen nach Maßgabe literarischer Handlungsräume geplant werden. Er suchte Schauplätze und Orte auf, die mit dem Werk großer Schriftsteller und Dichter verbunden sind, um herauszufinden, ob und wie ein Ort, eine Landschaft im Werk Widerhall gefunden haben. Die entstandenen Reisebeschreibungen verbinden eigenes Erleben und die erzählenden Stimme des real Reisenden mit den vielfältigen „Stimmen“ der Autoren und streben so eine Verbindung realer mit literarischer Wirklichkeit an.
Bekannt wurde Geisthövel durch sein Buch Zwischen Ahnenkult und Video, das 1986 nach drei Reisen durch Indonesien entstand und Südostasien in der Begegnung mit den dort lebenden Menschen und deren Geschichte schildert. Auf ortsbezogene „Spurensuche“ ging Geisthövel mit den Büchern Hölderlins Schwaben (1996), Reisen in Uwe Johnsons Mecklenburg (2001) und Kein Besuch bei Lawrence Durell (2002). Geisthövel ist auch Verfasser medizinischer Fachbücher.

## SammlungLiterarische Reiseberichte
Neben dem eigenen Schreiben hat Wolfgang Geisthövel in 35 Jahren eine umfangreiche  Sammlung literarischer Reiseberichte zusammengetragen, beginnend mit Laurence Sternes Empfindsamer Reise bis zu Autoren der Gegenwart wie Christoph Ransmayr, Cees Nooteboom oder Wolfgang Büscher.

## Werke
- Reisen in Nordafrika. Econ Verlag, Wien 1974, ISBN 3-430-13096-4.
- Reisen in Lateinamerika. Econ Verlag, Wien 1978, ISBN 3-430-13097-2.
- Zwischen Ahnenkultur und Video. Keil Verlag, Bonn 1986, ISBN 3-921591-36-8.
- Hölderlins Schwaben. Heliopolis-Verlag, Tübingen, 1996, ISBN 3-87324-113-7.
- Reisen in Uwe Johnsons Mecklenburg. Hinstorff Verlag, Rostock 2001, ISBN 3-356-00890-0.
- Kein Besuch bei Lawrence Durell. Donat Verlag, Bremen 2002, ISBN 3-934836-24-0.
- Unterwegs mit Odysseus durch das Mittelmeer. Artemis und Winkler, Düsseldorf 2007, ISBN 978-3-538-07248-0.
- Brasilien. Eine literarische Reise. Horlemann, Berlin 2013, ISBN 978-3-89502-355-2.
- Die Gärten des Alkinoos. Edition Karo, Berlin 2023, ISBN 978-3-945961-36-0.